# Великая Солтановка
Вели́кая Солта́новка (укр. Велика Солтанівка) — село, входит в Васильковский район Киевской области Украины.

## География
Село расположено на правом берегу Стугны. Занимает площадь 3,036 км².

## Население
Население по переписи 2001 года составляло 713 человек.

## Местный совет
Село является административным центром Великосолтановского сельского совета. Адрес местного совета: 08641, Киевская обл., Васильковский р-н, с. Великая Солтановка, ул. Ленина, 30-а.

## История
В ХІХ столетии село Великая Солтановка было в составе Мотовиловской волости Васильковского уезда Киевской губернии. В селе была Михайловская церковь. Священнослужители Михайловской церкви:
- 1799 — священник Петр Семенович Зражевский
- 1847—1848 — священник Михаил Случевский
- 1851—1865 — священник Павел Михайлович Колтоновский